# Camon Communal Cemetery
Camon Communal Cemetery is een begraafplaats gelegen in de Franse plaats Camon (Somme) (Somme). De militaire graven worden onderhouden door de Commonwealth War Graves Commission.
De begraafplaats telt 23 geïdentificeerde Gemenebest graven, waarvan 17 uit de Eerste Wereldoorlog en 6 uit de Tweede Wereldoorlog.